# Miglior costruttore di gioco dell'anno IFFHS

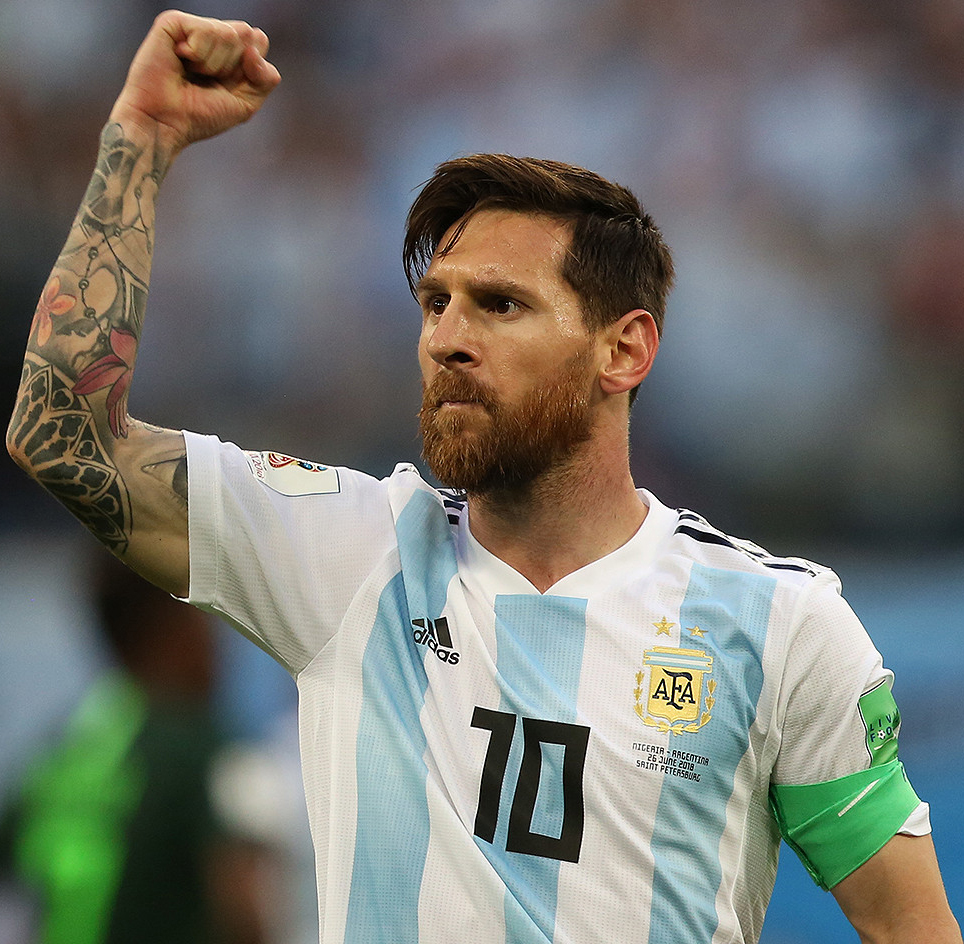
Lionel Messi detiene il record di cinque affermazioni come Miglior costruttore di gioco dell'anno IFFHS.

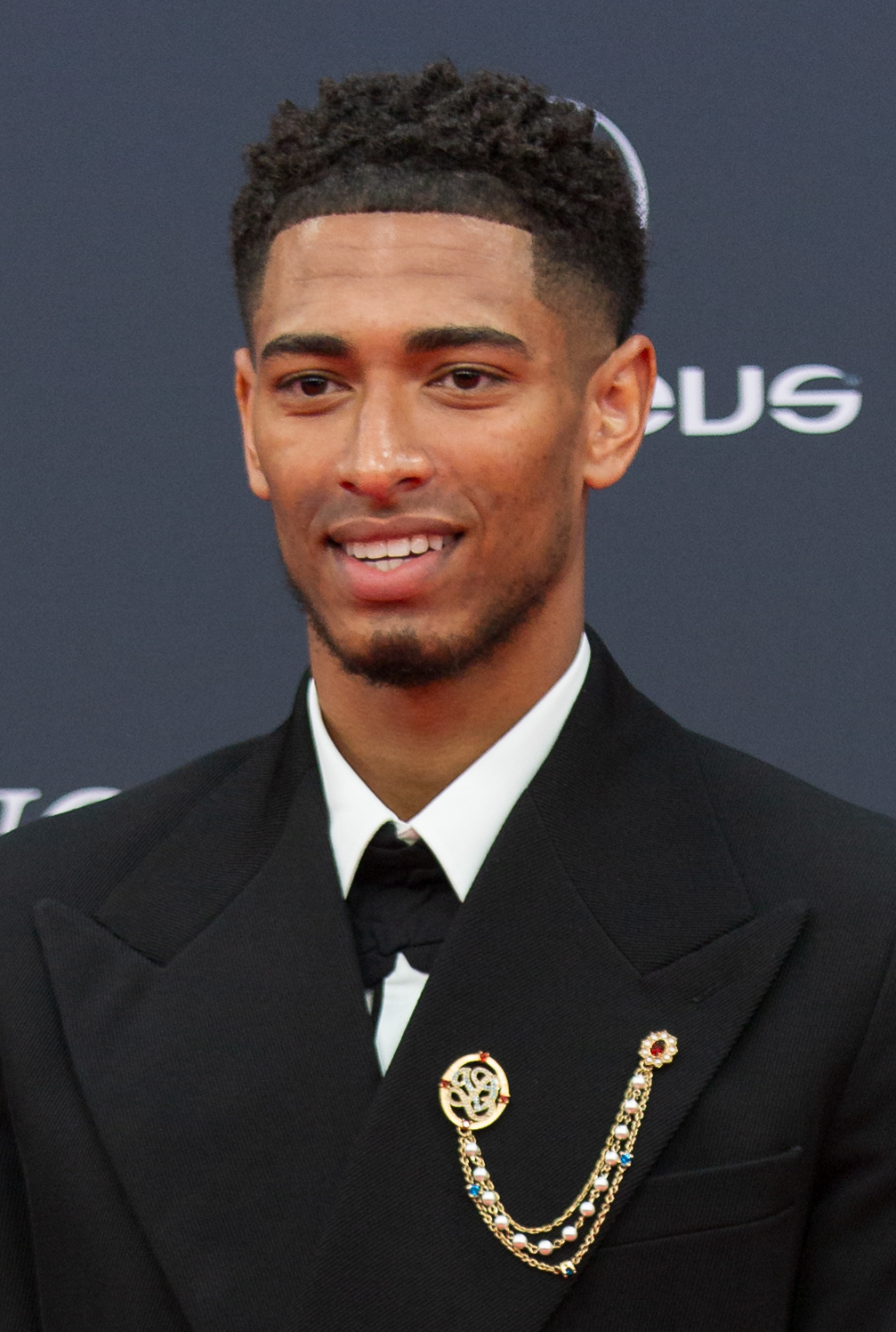
Jude Bellingham, detentore del riconoscimento maschile

Il Miglior costruttore di gioco dell'anno IFFHS (in inglese IFFHS World's Best Playmaker) è un premio calcistico assegnato dall'IFFHS ogni anno solare al miglior costruttore di gioco o playmaker del mondo. È stato istituito nel 2006.
Il maggior vincitore del riconoscimento è l'argentino Lionel Messi con 5 successi, seguito dallo spagnolo Xavi con 4 e dal belga Kevin De Bruyne con 3.
Nel 2020 Lionel Messi è stato eletto miglior costruttore di gioco del decennio 2011-2020 e del periodo 2006-2022.

## Calcio maschile

### Albo d'oro
| Anno | Giocatore       | Club                      |
| ---- | --------------- | ------------------------- |
| 2006 | Zinédine Zidane | Real Madrid               |
| 2007 | Kaká            | Milan                     |
| 2008 | Xavi            | Barcellona                |
| 2009 | Xavi            | Barcellona                |
| 2010 | Xavi            | Barcellona                |
| 2011 | Xavi            | Barcellona                |
| 2012 | Andrés Iniesta  | Barcellona                |
| 2013 | Andrés Iniesta  | Barcellona                |
| 2014 | Toni Kroos      | Bayern Monaco Real Madrid |
| 2015 | Lionel Messi    | Barcellona                |
| 2016 | Lionel Messi    | Barcellona                |
| 2017 | Lionel Messi    | Barcellona                |
| 2018 | Luka Modrić     | Real Madrid               |
| 2019 | Lionel Messi    | Barcellona                |
| 2020 | Kevin De Bruyne | Manchester City           |
| 2021 | Kevin De Bruyne | Manchester City           |
| 2022 | Lionel Messi    | Paris Saint-Germain       |
| 2023 | Kevin De Bruyne | Manchester City           |
| 2024 | Jude Bellingham | Real Madrid               |

### Statistiche

#### Vittorie per giocatore
| Giocatore       | Vittorie | Anni                         |
| --------------- | -------- | ---------------------------- |
| Lionel Messi    | 5        | 2015, 2016, 2017, 2019, 2022 |
| Xavi            | 4        | 2008, 2009, 2010, 2011       |
| Kevin De Bruyne | 3        | 2020, 2021, 2023             |
| Andrés Iniesta  | 2        | 2012, 2013                   |
| Zinédine Zidane | 1        | 2006                         |
| Kaká            | 1        | 2007                         |
| Toni Kroos      | 1        | 2014                         |
| Luka Modrić     | 1        | 2018                         |
| Jude Bellingham | 1        | 2024                         |

#### Vittorie per nazionalità
| Nazionalità | Vittorie | Anni                               |
| ----------- | -------- | ---------------------------------- |
| Spagna      | 6        | 2008, 2009, 2010, 2011, 2012, 2013 |
| Argentina   | 5        | 2015, 2016, 2017, 2019, 2022       |
| Belgio      | 3        | 2020, 2021, 2023                   |
| Francia     | 1        | 2006                               |
| Brasile     | 1        | 2007                               |
| Germania    | 1        | 2014                               |
| Croazia     | 1        | 2018                               |
| Inghilterra | 1        | 2024                               |

#### Vittorie per club
| Club                | Vittorie | Anni                                                       |
| ------------------- | -------- | ---------------------------------------------------------- |
| Barcellona          | 10       | 2008, 2009, 2010, 2011, 2012, 2013, 2015, 2016, 2017, 2019 |
| Real Madrid         | 4        | 2006, 2014, 2018, 2024                                     |
| Manchester City     | 3        | 2020, 2021, 2023                                           |
| Milan               | 1        | 2007                                                       |
| Bayern Monaco       | 1        | 2014                                                       |
| Paris Saint-Germain | 1        | 2022                                                       |

In corsivo le edizioni condivise.

### Miglior costruttore di gioco 2006-2022
| Periodo   | Giocatore    |
| --------- | ------------ |
| 2006-2022 | Lionel Messi |

### Miglior costruttore di gioco del decennio

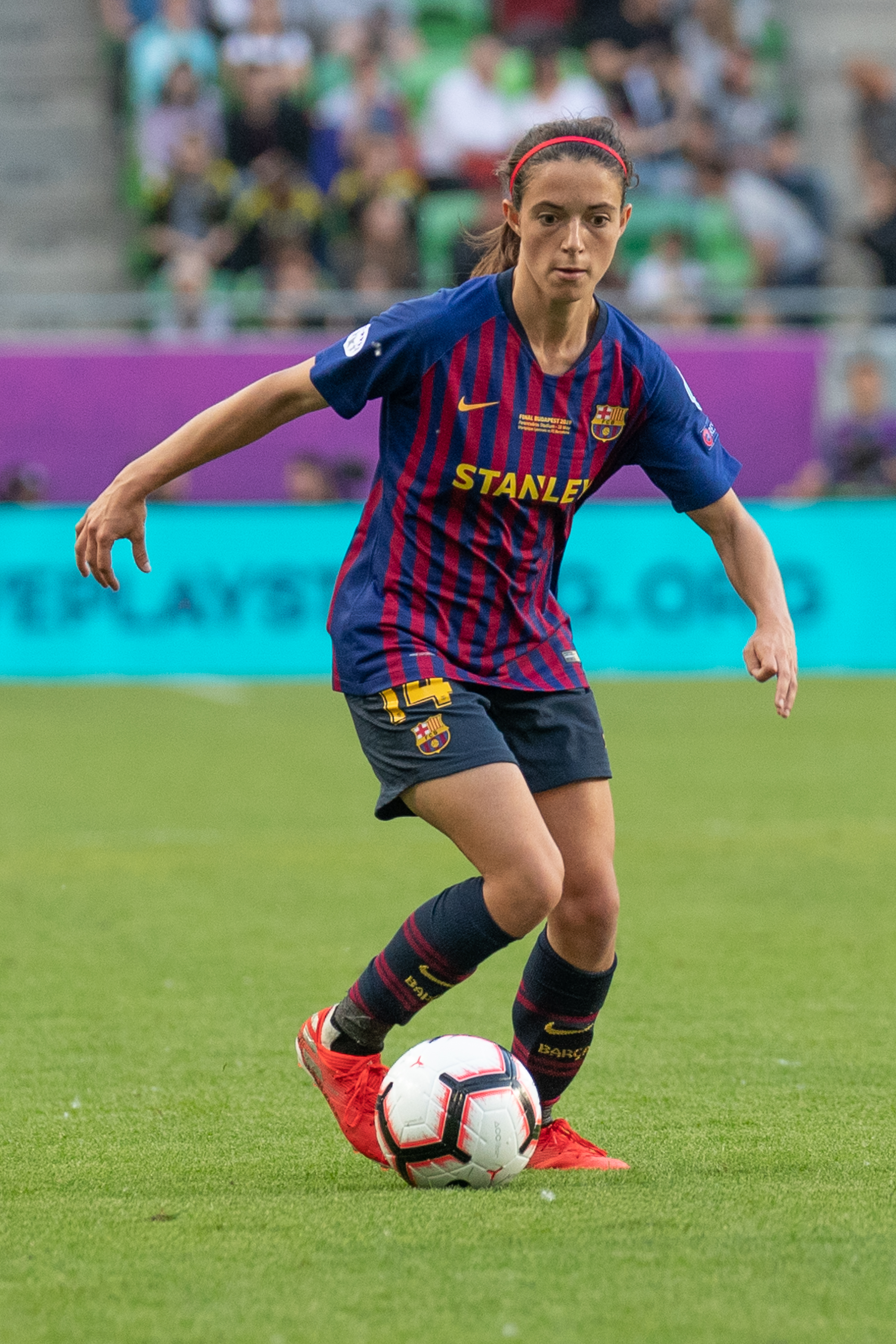
Aitana Bonmatí, detentrice del riconoscimento femminile

| Decennio  | Giocatore    |
| --------- | ------------ |
| 2011-2020 | Lionel Messi |

## Calcio femminile

### Albo d'oro
| Anno | Giocatrice         | Club                 |
| ---- | ------------------ | -------------------- |
| 2012 | Marta              | Tyresö FF            |
| 2013 | Lena Goeßling      | Wolfsburg            |
| 2014 | Nadine Keßler      | Wolfsburg            |
| 2015 | Carli Lloyd        | Houston Dash         |
| 2016 | Dzsenifer Marozsán | Olympique Lione      |
| 2017 | Lieke Martens      | Rosengård Barcellona |
| 2018 | Dzsenifer Marozsán | Olympique Lione      |
| 2019 | Megan Rapinoe      | Seattle Reign        |
| 2020 | Dzsenifer Marozsán | Olympique Lione      |
| 2021 | Alexia Putellas    | Barcellona           |
| 2022 | Alexia Putellas    | Barcellona           |
| 2023 | Aitana Bonmatí     | Barcellona           |
| 2024 | Aitana Bonmatí     | Barcellona           |

### Statistiche

#### Vittorie per giocatrice
| Giocatrice         | Vittorie | Anni             |
| ------------------ | -------- | ---------------- |
| Dzsenifer Marozsán | 3        | 2016, 2018, 2020 |
| Alexia Putellas    | 2        | 2021, 2022       |
| Aitana Bonmatí     | 2        | 2023, 2024       |
| Marta              | 1        | 2012             |
| Lena Goeßling      | 1        | 2013             |
| Nadine Keßler      | 1        | 2014             |
| Carli Lloyd        | 1        | 2015             |
| Lieke Martens      | 1        | 2017             |
| Megan Rapinoe      | 1        | 2019             |

#### Vittorie per nazionalità
| Nazione     | Vittorie | Anni                         |
| ----------- | -------- | ---------------------------- |
| Germania    | 5        | 2013, 2014, 2016, 2018, 2020 |
| Spagna      | 4        | 2021, 2022, 2023, 2024       |
| Stati Uniti | 2        | 2015, 2019                   |
| Brasile     | 1        | 2012                         |
| Paesi Bassi | 1        | 2017                         |

#### Vittorie per club
| Club            | Vittorie | Anni                         |
| --------------- | -------- | ---------------------------- |
| Barcellona      | 5        | 2017, 2021, 2022, 2023, 2024 |
| Olympique Lione | 3        | 2016, 2018, 2020             |
| Wolfsburg       | 2        | 2013, 2014                   |
| Tyresö FF       | 1        | 2012                         |
| Houston Dash    | 1        | 2015                         |
| FC Rosengård    | 1        | 2017                         |
| Seattle Reign   | 1        | 2019                         |

In corsivo le edizioni condivise.

### Miglior costruttrice di gioco del decennio
| Decennio  | Giocatrice         |
| --------- | ------------------ |
| 2011-2020 | Dzsenifer Marozsán |